# Ceriagrion sakejii
Ceriagrion sakejii är en trollsländeart som beskrevs av Elliot C.G. Pinhey 1963. Ceriagrion sakejii ingår i släktet Ceriagrion och familjen dammflicksländor. IUCN kategoriserar arten globalt som livskraftig. Inga underarter finns listade i Catalogue of Life.